# وكالة المغرب العربي للأنباء (المغرب)
وكالة المغرب العربي للأنباء (و م ع) هي وكالة الأنباء الرسمية في المغرب، وهي تقدم خدماتها بخمس لغات: العربية، الأمازيغية، الإنجليزية، الفرنسية، الإسبانية.
وقد واكبت وكالة المغرب العربي للأنباء، التي أعطى انطلاقتها الملك محمد الخامس في 18 نونبر 1959 ببث القصاصة الافتتاحية: "الخبر مقدس والتعليق حر"، المراحل الكبرى للتاريخ المعاصر للمملكة وللقارة، من خلال الحرص على تتبع وتعزيز المشهد الإعلامي الوطني، والتموقع كقاطرة للتنوع والتعدد اللذان يشكلان قوة المغرب. ومع توالي السنوات، وبالموازاة مع ترصيد المكتسبات، نجحت الوكالة في ترسيخ حضورها على الصعيد الإقليمي والقاري والدولي، بفضل تجربة متميزة في معالجة الأخبار، وأجيال متجددة من الصحفيين ذوي الخبرة.
وتعد وكالة المغرب العربي للأنباء، التي تضم طاقم عمل مكون من 300 صحفي، موزعين بين مصالح التحرير المركزي بالرباط والأقطاب الجهوية والدولية، شريكا للعديد من الوكالات الأجنبية، وتتموقع كمزود رئيسي بالجملة للأخبار الموثوقة والمتاحة على جميع الوسائط المتعددة، من القصاصة إلى الرسوم البيانية، مرورا بالمنتجات السمعية والبصرية.

## تاريخ
تأسست وكالة المغرب العربي للأنباء في 31 مايو 1959 بمبادرة من وطنيين مغاربيين، على رأسهم المهدي بنونة، وقد بدأت كشركة مجهولة الاسم برأسمال 200 ألف درهم مكتتبة بالكامل. وفي 25 نونبر 1959 تم بث أول قصاصة للوكالة باللغة الفرنسية. وفي 1960 قامت الوكالة بافتتاح مكتبين جهويين بكل من الدار البيضاء وطنجة، وفي نفس العام تم إطلاق نشرة الأخبار الإفريقية، وفي 1961 تم إطلاق مصلحة الشرق الأوسط. وابتداءاً من 1974 أصبحت وكالة المغرب العربي للأنباء تابعة للحكومة المغربية بعد تغيير قانونها الأساسي. وفي 1975 تم إطلاق النشرة الإخبارية باللغة الإنجليزية، وفي 1976 إفتتحت الوكالة مكتبها الدولي بباريس، وقد قامت الوكالة لاحقاً مابين 1978 و 1980 بافتتاح مكاتب دولية أخرى لها بكل من مدريد، لندن، ودكار. وفي 1981 تم إطلاق النشرة باللغة الإسبانية. وفي 1997 تم إطلاق بوابة الوكالة في شبكة الأنترنيت. وفي 2005 تم افتتاح مكاتب جهوية للوكالة بكل من ورزازات، الرشيدية، وتطوان. وفي 2013 قامت وكالة المغرب العربي للأنباء والمعهد الملكي للثقافة الأمازيغية بالتوقيع بالرباط على مذكرة تفاهم حول إطلاق بوابتين إخباريتين باللغة الأمازيغية، الأولى موجهة  للجمهور والثانية لمهنيي الإعلام الذين يستخدمون هذه اللغة.

## الإدارة
| السنوات   | المدير العام          |
| --------- | --------------------- |
| 2023 —    | فؤاد عارف             |
| 2011-2023 | خليل الهاشمي الإدريسي |
| 2009-2011 | علي بوزردة            |
| 2003-2009 | محمد خباشي            |
| 1999-2003 | محمد ياسين المنصوري   |
| 1974-1999 | عبد الجليل فنجيرو     |
| 1959-1974 | المهدي بنونة          |

## المكاتب الدولية
تتوفر الوكالة على مكاتب دولية في كل من أبيدجان، الجزائر، بون، بيروت، القاهرة، داكار، جنيف، جدة، لشبونة، مدريد، مكسيكو، مونتريال، موسكو، نيودلهي، نواكشوط، باريس، روما، تونس، واشنطن.

## وصلات خارجية
- بوابة وكالة المغرب العربي للأنباء